# 南鳩史之
南鳩 史之（みなみばと ふみゆき、1958年2月19日 - ）は、大阪府枚方市出身。著作家、演出家、脚本家、音楽家、ソングライター等の活動を続けている。
日常に生まれるわかりやすいストーリーを得意とし、その中で生まれる人間本来の笑いや涙の舞台化を数多く発表。

## 人物
ペンネームも持ち、多くの舞台作品の原作を担当した松野一茂、『コントンクラブ』の演出家・リチャード・レインも南鳩本人である。BARABANとして音楽活動もしており『BARABAN NIGHT!』は原宿アストロホールが閉じるまで50回近くライブを行った。